# Объединённая церковь Святого Луки
Объединённая церковь Святого Луки (англ. Saint Luke's United Church) — церковное здание в Торонто, провинция Онтарио, Канада, расположена по адресу: улица Шербурн, дом 353 (на юго-восточном углу улиц Карлтон и Шербурн).

## История
Церковь была построена в 1887 году как методистская церковь на Шербурн-стрит архитекторами из Торонто Лэнгли и Берком, которые использовали романский стиль Ричардсона с алтарем на 800 мест и получила прозвище «церковь миллионеров» (англ. the millionaires’ church), поскольку её прихожане были выходцами из престижного района Торонто.  
Посещаемость церкви снизилась после её слияния с Объединённой церковью Канады в 1920-х годах, достигнув приблизительно 200 человек в 2022 году. 
Первоначально построена через дорогу от старого здания больницы общего профиля в Торонто, а ныне находится напротив сада Аллана. Первоначально в здании располагалась методистская церковь Шербурн-стрит, позднее — Шербурнская объединённая церковь. 
В 1959 году произошло слияние с Carlton Street United, в результате чего образовалась больница St. Luke's. Шербурн был основан в 1872 году, а Карлтон — в 1832 году.

## Общественное использование

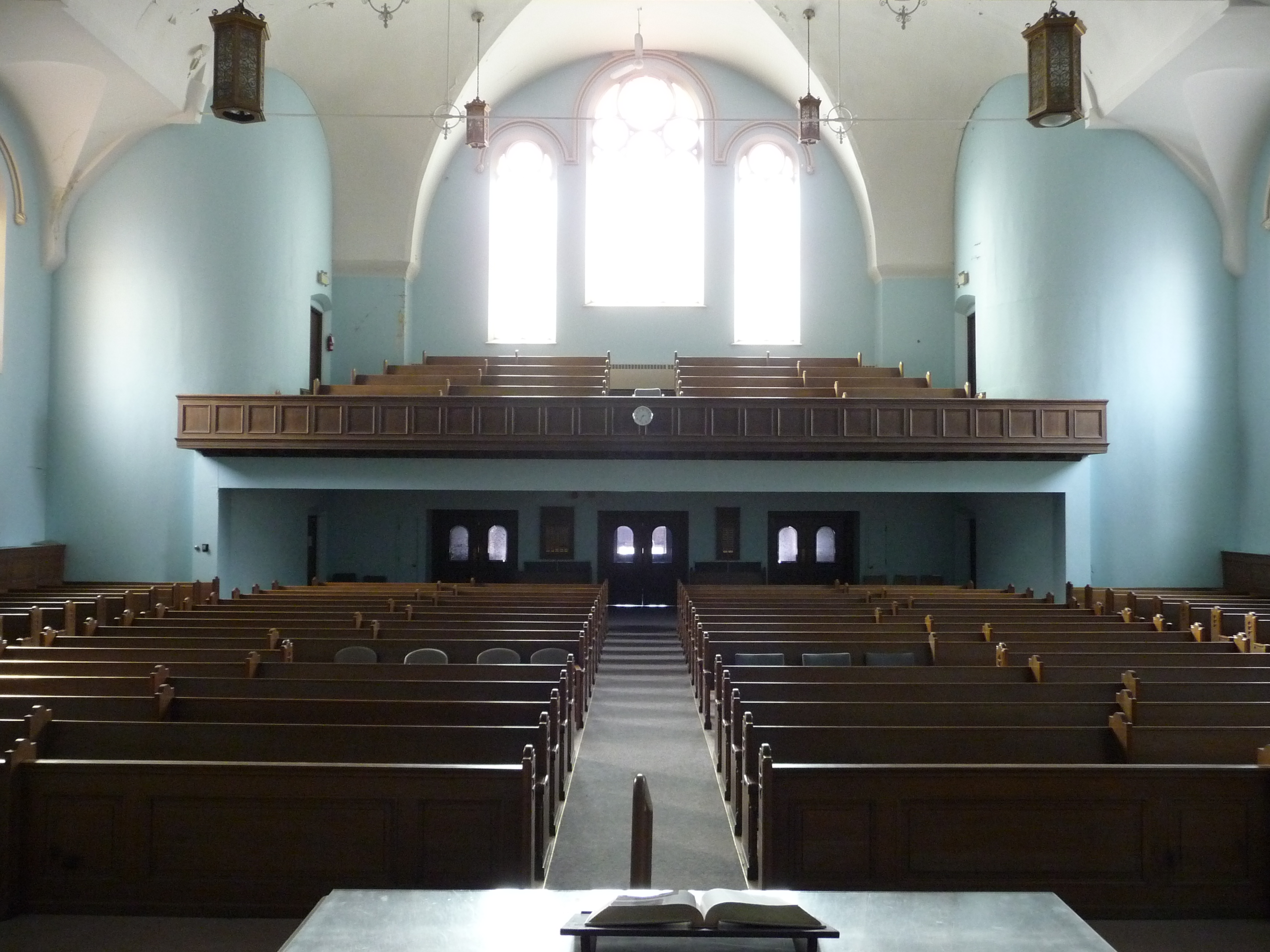
Интерьер святилища церкви

Помещения внутри церкви: главное святилище, часовня, спортзал, две кухни, несколько административных кабинетов, несколько конференц-залов и официальная гостиная. Время от времени в церкви проводятся концерты, а несколько музыкальных групп используют здание в качестве площадки для репетиций. Арендаторами здания также являются танцевальные коллективы и театральные труппы. Некоторые некоммерческие организации, в том числе: «Анонимные Алкоголики» (англ. Alcoholics Anonymous), программы профилактики злоупотреблений, программы непрерывного образования и продовольственные банки используют помещения для собраний и кухни церкви на благо общества. В спортзале тренируются несколько спортивных секций, в том числе клуб фехтования и группа боевых искусств. В церкви выступает танцевальная группа, ориентированная на гей-сообщество.
По состоянию на май 2022 года церковь ремонтировалась в рамках проекта Kindred Works Объединённой церкви Канады по восстановлению недоиспользуемых церквей для обеспечения общинного жилья. Компания KPMB Architects, главные проектировщики проекта, планирует сохранить оригинальное здание 1887 года постройки, но большую часть более поздних пристроек снести, чтобы освободить место для 12-этажного здания на 100 квартир. 

### Конгрегации

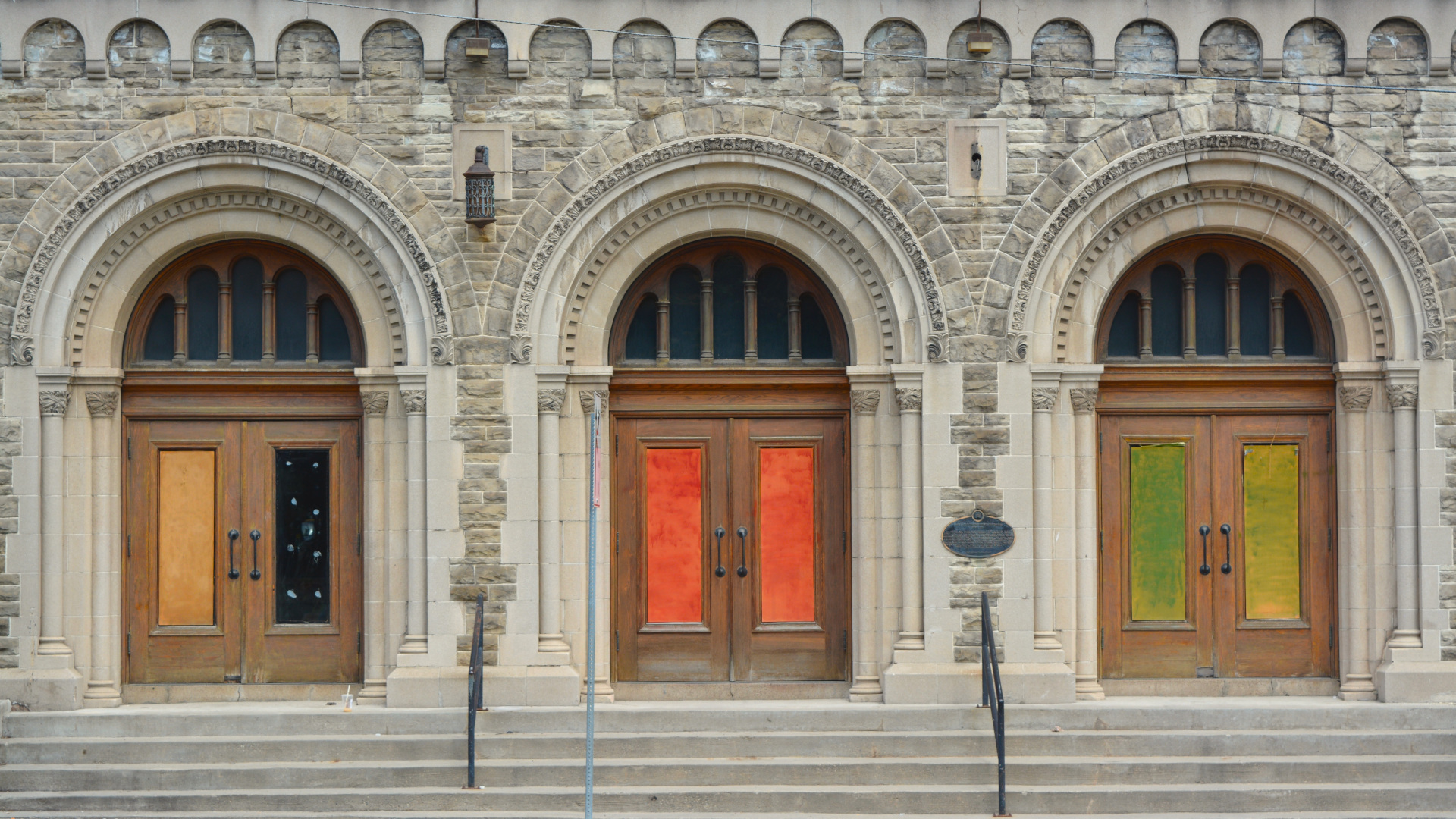
Объединённая церковь Святого Луки, фасад Шербурн-стрит

В настоящее время в главном святилище и часовне размещаются семь различных групп верующих, шесть из которых представляют различные христианские конфессии, а третья представляет собой буддийский кружок медитации. В прошлом в церкви одновременно собиралось до девяти различных общин. Помимо Объединённой церкви Канады, здание используют и другие общины, в том числе Церковь адвентистов седьмого дня, Корейская пресвитерианская церковь, и несколько других общин и общественных групп.